# Polska na Mistrzostwach Świata w Lekkoatletyce 2005
Polska na Mistrzostwach Świata w Lekkoatletyce 2005 – reprezentacja Polski podczas czempionatu w Helsinkach zdobyła dwa medale. W konkursie rzutu młotem zwyciężył Szymon Ziółkowski, a w skoku o tyczce drugie miejsce zajęła Monika Pyrek. W tabeli medalowej Polacy uplasowali się na ex aequo 13. pozycji, w klasyfikacji punktowej zajęli 11. lokatę.

## Rezultaty

### Mężczyźni
- Bieg na 200 m
  - Marcin Jędrusiński odpadł w półfinale
- Bieg na 400 m
  - Marcin Marciniszyn odpadł w eliminacjach
- Bieg na 800 m
  - Paweł Czapiewski odpadł w półfinale
- Bieg na 3000 m z przeszkodami
  - Radosław Popławski odpadł w półfinale
  - Jakub Czaja odpadł w półfinale (nie ukończył biegu)
- Sztafeta 4x100 m
  - Michał Bielczyk, Marcin Jędrusiński, Marcin Nowak i Marcin Urbaś odpadli w półfinale (nie ukończyli biegu)
- Sztafeta 4x400 m
  - Marcin Marciniszyn, Robert Maćkowiak, Piotr Rysiukiewicz i Piotr Klimczak zajęli 5. miejsce (w półfinale pobiegł także Rafał Wieruszewski)
- Chód na 20 km
  - Benjamin Kuciński zajął 7. miejsce
  - Kamil Kalka zajął 24. miejsce
  - Rafał Dyś zajął 26. miejsce
- Chód na 50 km
  - Roman Magdziarczyk zajął 7. miejsce
  - Rafał Fedaczyński nie ukończył konkurencji
  - Grzegorz Sudoł nie ukończył konkurencji (dyskwalifikacja)
- Skok wzwyż
  - Grzegorz Sposób odpadł w eliminacjach
- Pchnięcie kulą
  - Tomasz Majewski zajął 7. miejsce
- Rzut dyskiem
  - Andrzej Krawczyk zajął 12. miejsce
- Rzut młotem
  - Szymon Ziółkowski  zajął 1. miejsce i zdobył złoty medal[1]
- Maraton
  - Rafał Wójcik zajął 16. miejsce

### Kobiety
- Bieg na 400 m
  - Anna Guzowska odpadła w półfinale
  - Grażyna Prokopek odpadła w eliminacjach
- Bieg na 800 m
  - Ewelina Sętowska odpadła w półfinale
- Bieg na 1500 m
  - Anna Jakubczak zajęła 7. miejsce
  - Wioletta Janowska odpadła w półfinale
- Bieg na 3000 m z przeszkodami
  - Wioletta Janowska zajęła 14. miejsce
- Bieg na 100 m przez płotki
  - Aurelia Trywiańska odpadła w półfinale
- Bieg na 400 m przez płotki
  - Anna Jesień zajęła 4. miejsce
  - Małgorzata Pskit zajęła 8. miejsce
  - Marta Chrust-Rożej odpadła w półfinale
- Sztafeta 4x100 m
  - Iwona Dorobisz, Daria Onyśko, Dorota Dydo oraz Iwona Brzezińska zajęły 8. miejsce
- Sztafeta 4x400 m
  - Anna Guzowska, Monika Bejnar, Grażyna Prokopek i Anna Jesień zajęły 4. miejsce (w półfinale pobiegła także Zuzanna Radecka)
- Skok o tyczce
  - Monika Pyrek  zajęła 2. miejsce i zdobyła srebrny medal
  - Anna Rogowska zajęła 6.-7. miejsce
- Rzut dyskiem
  - Joanna Wiśniewska zajęła 12. miejsce
  - Wioletta Potępa odpadła w eliminacjach
  - Marzena Wysocka odpadła w eliminacjach
- Rzut młotem
  - Kamila Skolimowska zajęła 4. miejsce
- Rzut oszczepem
  - Barbara Madejczyk odpadła w eliminacjach
- Siedmiobój
  - Magdalena Szczepańska zajęła 19. miejsce
- Maraton
  - Dorota Gruca zajęła 13. miejsce